# Вежейский, Антоний
Антоний Вежейский (пол. Antoni Wierzejski, в старых русских источниках Виержейский; 1843—1916) — польский зоолог, гидробиолог и педагог; профессор Краковского университета.

## Биография
Антон Вежейский родился 3 мая 1843 года в городке Скала-над-Збручем в семье Юзефа и Марии Вежейских. Учился в гимназиях во Львове и Станиславе. Получил образование в Кракове (где среди его преподавателей был, в частности, М. Сила-Новицкий), Граце и Вене.
По окончании обучения стал профессором зоологии в Ягеллонском университете, где проработал большую часть жизни; ушел в отставку в 1912 году. С 1889  года состоял действительным членом Академии знаний.
Вежейский изучал беспозвоночных животных преимущественно австрийской фауны. Среди наиболее известных трудов учёного: «О mszywiołach (Bryozoa) Krajovych» (1888); «Ueber Entwicklung der Gemmulae der europäischen Süsswasserschwämme» (1884).
Умер 9 августа 1916 года в городе Кракове.